# 한 나라와만 국경을 맞대고 있는 나라 목록
이 문서는 한 나라와만 국경을 맞대고 있는 나라 목록이다. 속령이나 미승인 국가 등은 이 목록에서 제외되어 있다. 굵은 글씨는 다른 나라와 맞닿은 국경이 없는 나라이다.

## 내륙국
- 레소토 -  남아프리카 공화국, 909km
- 바티칸 시국 -  이탈리아, 3.2km
- 산마리노 -  이탈리아, 39km

## 다른 나라에 둘러싸인 해안국
- 감비아 -  세네갈, 740km
- 모나코 -  프랑스, 4.4km
- 브루나이 -  말레이시아, 381km

### 반도
- 대한민국 -  조선민주주의인민공화국, 238km
- 카타르 -  사우디아라비아, 60km

### 긴 국경을 공유
- 포르투갈 -  스페인, 1,214km

## 섬나라
- 도미니카 공화국 -  아이티, 360km (히스파니올라섬)
- 브루나이 -  말레이시아, 381km (보르네오섬)
- 동티모르 -  인도네시아, 228km (티모르섬)
- 파푸아뉴기니 -  인도네시아, 820km (뉴기니섬)
- 아일랜드 -  영국, 360km (아일랜드섬)

## 그 밖의 경우
인공적인 구조물(다리 등)로 연결되어 있거나, 분쟁 지역을 사이에 두고 있는 경우가 있다.
- 덴마크는 독일과의 국경 이외에도 스웨덴과 외레순 다리로 연결되어 있다.
- 싱가포르는 섬나라이지만 말레이시아와 다리로 연결되어 있다.
- 스리랑카는 섬나라이지만 인도와 아담의 다리라는 사주로 연결되어 있다.
- 바레인은 섬나라이지만 사우디아라비아와 킹 파흐드 코즈웨이라는 다리로 연결되어 있다. 카타르와 연결하려는 계획도 있다.
- 영국은 아일랜드와의 국경 외에도 유로터널을 통해 프랑스와 연결되어 있다.
- 키프로스는 불인정 국가인 북키프로스 튀르크 공화국과 접하고 있다.
- 대한민국은 조선민주주의인민공화국과 휴전선에서 접하고 있으나, 4km의 비무장지대를 사이에 두고 있다.
- 쿠바는 관타나모 만의 미국 해군 기지와 접해 있다.
- 우루과이의 경우 육로상의 국경은 브라질이 유일하나 우루과이강을 사이에 두고 아르헨티나와 인접해 있으며 배를 사용해야 건너갈 수 있다.

## 역사 상의 국경
- 신라는 한반도 남부통합 이후 후백제가 건국될때까지 발해와만 국경을 접했다.
- 고려, 조선은 후삼국이 통일되고 발해가 멸망한 이후 1860년까지는 중국과만 국경을 접했다. 베이징 조약의 결과 러시아와도 국경을 가지게 되었다.
- 덴마크와 캐나다는 한스섬 분할에 합의하기 전까지는 각각 독일, 미국과만 국경을 맞대고 있었다.

## 같이 보기
- 위요지